# زورقيات الفقار
زورقيات الفقار (الاسم العلمي:†Cymbospondylidae) هي فصيلة منقرضة من الإكصوريات.

## الأجناس
- زورقي الفقار